# Neunburg vorm Wald
Neunburg vorm Wald é uma cidade da Alemanha localizado no distrito de Schwandorf, região administrativa de Oberpfalz, estado de Baviera.